# Grand Prix automobile de Hongrie 2001
GP précédent GP suivant
Le Grand Prix automobile de Hongrie 2001 (Marlboro Magyar Nagydíj 2001), disputé sur le Hungaroring (à 19 km de Budapest) le 19 août 2001, est la 676e épreuve du championnat du monde de Formule 1 courue depuis 1950 et la treizième manche du championnat 2001.

## Classement
| Pos. | No | Pilote                | Écurie           | Tours | Temps/Abandon                      | Grille | Points |
| ---- | -- | --------------------- | ---------------- | ----- | ---------------------------------- | ------ | ------ |
| 1    | 1  | Michael Schumacher    | Ferrari          | 77    | 1 h 41 min 49 s 675 (180,348 km/h) | 1      | 10     |
| 2    | 2  | Rubens Barrichello    | Ferrari          | 77    | + 3 s 363                          | 3      | 6      |
| 3    | 4  | David Coulthard       | McLaren-Mercedes | 77    | + 3 s 940                          | 2      | 4      |
| 4    | 5  | Ralf Schumacher       | Williams-BMW     | 77    | + 49 s 687                         | 4      | 3      |
| 5    | 3  | Mika Häkkinen         | McLaren-Mercedes | 77    | + 1 min 10 s 293                   | 6      | 2      |
| 6    | 16 | Nick Heidfeld         | Sauber-Petronas  | 76    | + 1 tour                           | 7      | 1      |
| 7    | 17 | Kimi Räikkönen        | Sauber-Petronas  | 76    | + 1 tour                           | 9      |        |
| 8    | 6  | Juan Pablo Montoya    | Williams-BMW     | 76    | + 1 tour                           | 8      |        |
| 9    | 10 | Jacques Villeneuve    | BAR-Honda        | 75    | + 2 tours                          | 10     |        |
| 10   | 12 | Jean Alesi            | Jordan-Honda     | 75    | + 2 tours                          | 12     |        |
| 11   | 19 | Pedro de la Rosa      | Jaguar-Ford      | 75    | + 2 tours                          | 13     |        |
| 12   | 14 | Jos Verstappen        | Arrows-Asiatech  | 74    | + 3 tours                          | 21     |        |
| Abd. | 7  | Giancarlo Fisichella  | Benetton-Renault | 67    | Moteur                             | 15     |        |
| Abd. | 22 | Heinz-Harald Frentzen | Prost-Acer       | 63    | Sortie de piste                    | 16     |        |
| Abd. | 20 | Tarso Marques         | Minardi-European | 63    | Pression d'huile                   | 22     |        |
| Abd. | 9  | Olivier Panis         | BAR-Honda        | 58    | Panne électrique                   | 11     |        |
| Abd. | 11 | Jarno Trulli          | Jordan-Honda     | 53    | Panne hydraulique                  | 5      |        |
| Abd. | 21 | Fernando Alonso       | Minardi-European | 37    | Sortie de piste                    | 18     |        |
| Abd. | 8  | Jenson Button         | Benetton-Renault | 34    | Sortie de piste                    | 17     |        |
| Abd. | 15 | Enrique Bernoldi      | Arrows-Asiatech  | 11    | Sortie de piste                    | 20     |        |
| Abd. | 23 | Luciano Burti         | Prost-Acer       | 8     | Sortie de piste                    | 19     |        |
| Abd. | 18 | Eddie Irvine          | Jaguar-Ford      | 0     | Sortie de piste                    | 14     |        |

## Pole position et record du tour
- Pole position : Michael Schumacher en 1 min 14 s 059 (vitesse moyenne : 193,224 km/h).
- Meilleur tour en course : Mika Häkkinen en 1 min 16 s 723 au 51e tour (vitesse moyenne : 186,515 km/h).

## Tours en tête
- Michael Schumacher : 71 (1-28 / 33-52 / 55-77)
- Rubens Barrichello : 2 (29-30)
- David Coulthard : 4 (31-32 / 53-54)

## Statistiques
- 51e victoire pour Michael Schumacher qui égale le record d'Alain Prost établi au Grand Prix d'Allemagne 1993.
- 142e victoire pour Ferrari en tant que constructeur.
- 142e victoire pour Ferrari en tant que motoriste.
- À l'issue de cette course, Michael Schumacher est champion du monde des pilotes et la Scuderia Ferrari, championne du monde des constructeurs.